# دهنة أخلمد
دهنة أخلمد (بالفارسية: دهنه اخلمد) هي قرية تقع في قسم تشناران الريفي (مقاطعة تشناران) في إيران. يقدر عدد سكانها بـ 722 نسمة بحسب إحصاء 2016.